# Kericho
Kericho – miasto w Kenii, u podnóża płaskowyżu wulkanicznego Mau; stolica hrabstwa Kericho; 53,8 tys. mieszkańców (2019); ośrodek handlowy największego w Afryce regionu uprawy herbaty; suszarnie herbaty; węzeł drogowy oraz port lotniczy.